# Humanata
Humanata es una localidad y municipio de Bolivia, ubicado en la provincia de Camacho del departamento de La Paz. El municipio tiene una superficie de 342 km², y cuenta con una población de 5.342 habitantes (según el Censo INE 2012). La localidad se encuentra a 208 km de la ciudad de La Paz, sede del gobierno boliviano.
El municipio fue creado por Ley Nº 4006 del 6 de febrero de 2009 durante la presidencia de Evo Morales, con capital Humanata, desprendiéndose así del municipio de Puerto Acosta.
Su principal actividad económica es la agricultura.

## Geografía
El municipio se ubica en la parte noroeste de la provincia, al oeste del departamento de La Paz. Limita al oeste con la República del Perú, al sur con el municipio de Puerto Acosta, y al este con el municipio de Moco Moco.

## Demografía
De acuerdo con el censo boliviano de 2024, la población del municipio de Humanata es de 5 615 habitantes.
La población del municipio ha disminuido casi una cuarta parte en las últimas tres décadas:
| Año  | Habitantes (municipio) | Fuente |
| ---- | ---------------------- | ------ |
| 1992 | 6 609                  | Censo  |
| 2001 | 6 447                  | Censo  |
| 2012 | 5 342                  | Censo  |
| 2024 | 5 615                  | Censo  |